# Salva Rodríguez
Salva Rodríguez (Granada,Albolote 1971) es un escritor y viajero español.

## Biografía
En enero de 2006 dejó su trabajo como profesor de instituto y partió desde Granada para dar la vuelta al mundo en bicicleta. Regresó una década más tarde, en agosto de 2015, igualmente a Granada, tras recorrer África, Asia, América y Europa, con un total de 145.260 kilómetros en su bicicleta.
Ha publicado en España y en México una tetralogía sobre su viaje bajo el título Un viaje de cuento, actualmente en su tercera edición. El primero de los libros, África: un viaje de cuento Archivado el 14 de agosto de 2016 en Wayback Machine., ha sido utilizado en algunos institutos de Andalucía y Galicia como recurso didáctico.
Desde su regreso a Granada ha realizado numerosas presentaciones y conferencias sobre su viaje, y en febrero de 2017 realizó una serie de ocho conciertos didácticos en coproducción con la Orquesta Ciudad de Granada titulada Mil músicas y una bicicleta.
En junio de 2017 publica su primera novela, El Círculo de las Artes Efímeras, dando el paso desde la literatura de viajes a la narrativa.
Tiene una página web, unviajedecuento.weebly.com, en la que existe amplia información de su viaje en forma de crónicas y fotografías.

## Libros
- África, un viaje de cuento (2012)
- Asia, un viaje de cuento (2014)
- América, un viaje de cuento (2015)
- Europa, un viaje de cuento (2016)
- El Círculo de las Artes Efímeras (2017)
- Tequila (2020)